# 1905-ös olasz labdarúgó-bajnokság (első osztály)
Az olasz labdarúgó-bajnokság 1905-ös szezonja volt a 8. kiírás. A győztes a Juventus lett. Ez volt a klub első bajnoki címe.

## Selejtezők

### Piemont
| 1. csapat | Eredmény | 2. csapat | 1. mérk. | 2. mérk. |
| --------- | -------- | --------- | -------- | -------- |
| Juventus  | 6–0      | Torinese  | 3–0      | 3–0      |

### Lombardia
| 1. csapat | Eredmény | 2. csapat   | 1. mérk. | 2. mérk. |
| --------- | -------- | ----------- | -------- | -------- |
| AC Milan  | 9–10     | US Milanese | 3–3      | 6–7      |

### Liguria
| 1. csapat    | Eredmény | 2. csapat | 1. mérk. | 2. mérk. |
| ------------ | -------- | --------- | -------- | -------- |
| Andrea Doria | 0–1      | Genoa     | 0–0      | 0–1      |

## Csoportkör

### A bajnokság végeredménye
|    | Csapat      | M | Gy | D | V | Rg–Kg | Gk | P |
| -- | ----------- | - | -- | - | - | ----- | -- | - |
| 1. | Juventus    | 4 | 2  | 2 | 0 | 9–3   | +6 | 6 |
| 2. | Genoa       | 4 | 1  | 3 | 0 | 7–6   | +1 | 5 |
| 3. | US Milanese | 4 | 0  | 1 | 3 | 5–12  | -7 | 1 |

### Eredmények
| 1. csapat   | Eredmény | 2. csapat   |
| ----------- | -------- | ----------- |
| Juventus    | 3–0      | US Milanese |
| Genoa       | 1–1      | Juventus    |
| US Milanese | 2–3      | Genoa       |
| US Milanese | 1–4      | Juventus    |
| Juventus    | 1–1      | Genoa       |
| Genoa       | 2–2      | US Milanese |

| Az 1905-ös olasz labdarúgó-bajnokság győztese: |
| ---------------------------------------------- |
| Juventus 1. cím                                |